# Leucandra claviformis
Leucandra claviformis är en svampdjursart som beskrevs av Schuffner 1877. Leucandra claviformis ingår i släktet Leucandra och familjen Grantiidae.
Artens utbredningsområde är havet utanför Mauretanien. Inga underarter finns listade i Catalogue of Life.